# Тьєррі Гвардьйола
Тьєррі Гвардьйола (фр. Thierry Guardiola; нар. 7 серпня 1971) — колишній французький тенісист.
Найвищу одиночну позицію світового рейтингу — 106 місце досяг 19 червня 2000, парну — 375 місце — 13 липня 1992 року.
Найвищим досягненням на турнірах Великого шолома було 2 коло в одиночному розряді.

## Титули на челленджерах

### Одиночний розряд: (2)
| Ранг | Рік  | Турнір          | Покриття | Суперник           | Рахунок  |
| ---- | ---- | --------------- | -------- | ------------------ | -------- |
| 1.   | 1993 | Рим, Італія     | Ґрунт    | Жан-Філіпп Флер'ян | 6–4, 6–2 |
| 2.   | 1994 | Шербур, Франція | Килим    | Ліонель Ру         | 6–4, 6–4 |